# PAC CT/4 Airtrainer
O Pacific Aerospace Corporation CT/4 Airtrainer é um avião todo em metal, monoplano e monomotor, desenvolvido pela Pacific Aerospace como avião de treino e instrução aérea. Foi construída em Hamilton, Nova Zelândia.